# Lenga d'amor
 (octobre 2016).
Si vous disposez d'ouvrages ou d'articles de référence ou si vous connaissez des sites web de qualité traitant du thème abordé ici, merci de compléter l'article en donnant les références utiles à sa vérifiabilité et en les liant à la section « Notes et références ».
Lenga d'amor est un documentaire français en occitan (sous-titré en français) de 52 minutes écrit et réalisé par Patrick Lavaud, sorti en 2013.
Il est produit par VraiVrai Films en coproduction avec TLT (Toulouse) et avec le soutien du Conseil général de la Dordogne, en partenariat avec l'Institut d'estudis occitans et La Setmana.

## Synopsis
À partir de ses souvenirs d'enfant dans la ferme familiale dans le nord du Périgord, Patrick Lavaud parle de la langue et de la culture occitanes d'hier et d'aujourd'hui.
Avec notamment la participation de Madeleine Lavaud, Michel Chadeuil, Jean-Pierre Reydi, Jean Ganiayre, Odette Marcillaud, Nicolas Peuch, Yves Lavalade, Eric Sudrat et les enfants de la Calandreta de Périgueux.

## Le réalisateur
Né à Caudéran en 1958, Patrick Lavaud est directeur des Nuits Atypiques de Langon, du label discographique Daquí et du Forum des langues de France. Collecteur de la mémoire orale occitane, il vient de publier Lo Medòc de boca a aurelha. 
Lenga d'amor est son troisième documentaire en occitan. Il est aussi le réalisateur de  Adiu Nadau. Une histoire d'accordéons (2005) et de  Raymond Lagardère, gemèir de Gasconha(2010).

## Fiche technique
- Mise en image : Jean-François Hautin[1]
- Son : Mickaël Brival
- Montage : Ernesto Tinuha

## Réception du film
« Ce film chaleureux vient faire parler notre mémoire, notre identité. Avec au centre, notre langue d'oc, à la fois son titre, sa musique et son âme, pour tisser ce qu'on ressent comme un hommage et un chant d'amour à notre pays. ».
« Un beau film qui par détours successifs nous fait entrer dans l'intime d'une relation à la langue et à sa culture. La mise en scène est sobre et juste, entièrement portée par la musicalité de l'occitan. À la fois documentaire et journal intime, il nous invite à découvrir des lieux et des personnages, malheureusement peu souvent portés à l'écran, filmés dans une lumière douce et éclatante qui révèle leur belle humanité. ».